# Questeur (Rome antique)
Pour les articles homonymes, voir Questeur.
Dans la Rome antique, les questeurs sont des magistrats romains annuels, comptables des finances, responsables du règlement des dépenses et de l’encaissement des recettes publiques. Ils sont les gardiens du Trésor public, aussi chargés des finances de l'armée et des provinces, en relation avec les consuls, les promagistrats et les publicains. Maintenue sous le Haut-Empire avec son rôle comptable, cette fonction se réduit sous le Bas-Empire à une magistrature honorifique et coûteuse exercée uniquement à Rome.

## Période républicaine

### Historique
Sous la royauté, des questeurs avaient les fonctions de juges d'instruction, les quaestores parricidii cités par Festus Grammaticus. Varron fait dériver le mot quaestor du verbe quaerere, questionner, demander, et définit une fonction de percevoir les impôts et d'enquêter sur les délits,. 
Il semble ensuite que quatre postes de questeurs ont été créés au début de la République romaine, à raison de deux attribués à chaque consul, un pour l'administration à l'intérieur de Rome, l'autre pour la conduite de la guerre. Les quaetores aerarii, chargés du Trésor public, ne semblent pas avoir de rapport quaestores parricidii et apparaissent au milieu du Ve siècle av. J.-C., lorsque la tradition historique place leurs élections chaque année par les comices tributes à partir de 447 av. J.-C.,.
En 267 av. J.-C., un peu avant la première guerre punique sont créés les questeurs de la flotte (quaestores classici).
La gestion des provinces en nombre croissant et la multiplication des armées provoquent leur multiplication : ils sont dix au début du IIe siècle av. J.-C., vingt sous Sylla. Leur nombre double et passe à quarante sous Jules César en raison de ses conquêtes et de son intense activité militaire.

### Conditions d'éligibilité
C'est la première fonction qui doit être exercée dans le cursus honorum, et la première à laquelle les plébéiens ont eu accès. À partir de la deuxième guerre punique, l'exercice de la questure donne l'accès au Sénat.
Selon la lex Villia Annalis de 180 av. J.-C., il faut avoir fait dix ans de stipendia, de service militaire dans l'infanterie ou six dans la cavalerie pour briguer la questure. L'âge minimum requis est de 28 ans pour les patriciens et 30 ans pour les plébéiens après la réforme de Sylla.

### Fonctions
Dans les premiers temps de la République, ils sont chargés de l'instruction dans les affaires criminelles, d'où leur appellation quaestor, du verbe quaerere faire une enquête. On ignore combien de temps ils ont conservé cette attribution. Ils sont surtout connus pour leur activité financière.
Les censeurs mettent les recettes quinquennales en adjudication auprès des publicains, et les consuls et les autres magistrats engagent les dépenses sous le contrôle du Sénat, mais les opérations financières réelles d'encaissement et de débours sont effectuées par les questeurs assistés de leurs scribes. En fin de mandat annuel, chaque questeur publie ses comptes, s'assure qu'ils coïncident avec ceux du magistrat qu'il assiste, les soumet au Sénat pour contrôle et les archive au Trésor public. Ces procédures n'empêchent pas les irrégularités : Caton élu questeur en 65 av. J.-C. en fit l'expérience en examinant les archives du Trésor au début de son mandat, et en faisant procéder à de nombreuses rectifications. 
On distingue trois types de questeurs :
- les questeurs urbains (quæstores urbani, de urbs "ville", et Rome en particulier), dits aussi questeurs de l'autel de Saturne (quæstores ærarii Saturni), au nombre de deux, qui ont la charge du trésor de l'État (Ærarium) déposé au Temple de Saturne sur le Forum[10]. Ils sont responsables du stock de métaux et d'espèces monnayées, et aussi de l'enregistrement et de la conservation des lois romaines. Ils sont également chargés de la vente des biens des débiteurs insolvables[4]. Ils sont assistés de secrétaires, les scribes de l'autel (scribæ ærarii)
- les questeurs de la flotte (quæstores classici, de classis, "flotte"), au nombre de quatre, situés à Ostie, dans les colonies latines de Calès en Campanie et d'Ariminum, la quatrième implantation n'étant pas connue. Dans un premier temps au IIIe siècle av. J.-C., ils devaient être chargés de la fourniture de navires par les alliés de Rome. Le rôle du questeur d'Ostie se développe ensuite considérablement, avec l'importance croissante de l'approvisionnement frumentaire[11]
- les questeurs ordinaires, dépendant des magistrats supérieurs pour l'administration financière hors de Rome, celle des armées et des provinces. Dans les provinces, ils sont responsables de l'administration financière du promagistrat et de l'encaissement des impôts pour le compte de Rome. Chaque armée en dehors de Rome comporte un questeur qui fait office de trésorier-payeur général, est chargé de l'approvisionnement de l'armée, de la vente du butin et de la perception des contributions de guerre[4]

## Haut-Empire
Si Auguste affaiblit les magistratures de consul et de tribun de la plèbe en concentrant leurs pouvoirs entre ses mains, il conserve un rôle important pour les questeurs. L'âge minimum pour la fonction est descendu à 25 ans et leur nombre est ramené à 20. La majorité d'entre eux servent dans les provinces sénatoriales (questeurs pro-préteurs), les autres à Rome et en Italie comme adjoints des magistrats supérieurs, et deux comme secrétaire et porte-parole d'Auguste (quaestor principis).
Au cours du IIe siècle, la prise en main par le fisc impérial des recettes et des dépenses dans les provinces, la diminution du nombre des provinces sénatoriales et la réduction de l'Ærarium sénatorial à une caisse locale pour la ville de Rome géré par un préfet entrainent la disparition des questeurs affectés aux provinces sénatoriales.
L'évolution de cette magistrature est mal connue sur la période 260-320, faute de sources. On ignore de même le nombre de questeurs en charge chaque année.

## Bas-Empire
Au début du IVe siècle, Constantin Ier fait de la questure une magistrature purement honorifique à Rome tandis qu'elle n'existe pas dans sa nouvelle capitale Constantinople. Accessible à partir de 25 ans, puis de 16 ans selon une loi de 329 qui prévoit aussi le cas d'entrée en charge à moins de 16 ans, la questure est réservée aux fils de sénateurs comme première étape dans la vie publique et pour le cursus honorum vers le consulat. Corrélativement, la questure ne donne plus l'accès au sénat. La responsabilité essentielle est de donner des jeux, comprenant des combats de gladiateurs, lors de leur entrée en charge le 5 décembre, à leurs frais ou plutôt à ceux de leurs parents,. Dans le cas des sénateurs pauvres, provinciaux le plus souvent, les jeux étaient organisés par des représentants de la caisse impériale et réalisés en leur absence, avec une subvention du fisc. Ces questeurs ne faisaient ensuite pas carrière et demeuraient chez eux.
Seul le quaestor principis, porte-parole de l'empereur conserve son importance en devenant le questeur du Palais (quaestor sacri palatii), qui participe à la rédaction des documents officiels et de la correspondance impériale.